# 函嶺白百合学園中学校・高等学校
函嶺白百合学園中学校・高等学校（かんれいしらゆりがくえんちゅうがっこう・こうとうがっこう）は、神奈川県足柄下郡箱根町強羅にある私立中学校・高等学校。
カトリックのミッションスクール（女子校）で、中高一貫校である。
「函嶺」とはかつての「箱根」の別名である。

## 概要
太平洋戦争末期、東京・九段の白百合高等女学校および附属初等科は戦禍を避けるために神奈川県箱根町強羅に疎開して教育活動を続けていたが、その戦時疎開学園が戦後の学制改革により本校から独立して新制の学校となったものである。このような歴史的経緯のために、白百合学園中学校・高等学校（東京九段）をはじめとする各地の白百合学園とは、シャルトル聖パウロ修道女会を母体とすることでは共通であり、各校は精神的にも教育実践上においても関係が極めて強い。校訓として「従順」「勤勉」「愛徳」の精神を掲げている。

## 沿革
箱根町強羅のキャンパス内は、中学校・高等学校のみならず幼稚園・小学校も互いに近接する存在なので、本節ではそれらについても若干触れている。
- 1944年5月1日 - 箱根強羅の疎開先の施設が白百合高等女学校附属初等科分教場として認可され、東京九段の本校の児童・生徒が疎開を開始。（この戦時疎開の経緯の詳細は次節で）
- 1945年 - 東京空襲により九段の本校の校舎が全焼。
- 1946年 - 湘南白百合学園の分校となった。
- 1949年 - 戦後の学制改革（1947年）により、新制の函嶺白百合学園幼稚園、函嶺白百合学園小学校、函嶺白百合学園中学校・高等学校となった。
- 1957年 - キャンパス内にルルドが完成。
- 1964年 - 中学校・高等学校の新校舎（鉄筋コンクリート造、地上4階・地下1階）が完成。
- 1975年 - 小学校の新校舎（鉄筋コンクリート造、地上3階）が完成。この年から小学校は男児募集を停止。
- 1979年 - 寄宿舎が閉鎖された。
- 1981年 - 函嶺白百合学園幼稚園が廃止された。
- 1988年 - 中学校・高等学校校舎増築、体育館改築。
- 1994年 - 特別教室棟新築。
- 1996年 - 中学校・高等学校のグラウンドが完成。
- 1999年 - 創立50周年記念グラウンドが完成。
- 2001年9月 - 寄宿舎が再開された。

## 戦時疎開の経緯
1944年（昭和19年）に入ると、太平洋戦争は緊迫さを増し、本土への空襲も必至と考えられるようになった。東京九段の学校（白百合高等女学校と附属初等科）でも、児童・生徒やスールたちの疎開を考える必要に迫られた。幸い神奈川県が横浜の新子安にあった白百合学園の土地の購入を希望していたためその売却で資金ができ、在校生の保護者の口ぞえで箱根強羅にあった旧男爵別荘と支援者の土地約300坪を購入した。当時シャルトル聖パウロ修道女会日本管区長であったメール・アンジュ・マリアほかの外国人スールたちがその年3月に強羅に疎開し、購入した別荘や住居を利用して急造の修道院と教室、生徒たちの寄宿舎が開かれた。この急造の戦時疎開施設は、当局の指導により、1944年5月1日に白百合高等女学校附属初等科分教場として認可された。そして5月1日から児童・生徒の疎開が開始された。強羅への疎開児童は約20名、総勢50名ほどであったが、収容し切れない児童は山梨県甲府市の栄和女子学院（現・山梨英和大学）の寄宿舎などに分散して疎開した。別荘での寄宿生活が始まるが、食糧不足は深刻であり、燃料の薪も生徒が山から背負ってくるような状況で、ひもじさを抱える生徒たちの食事の心配などでスールたちの苦労も並大抵ではなかった。1945年（昭和20年）、東京空襲により九段の本校の校舎が全焼。強羅に疎開していた児童・生徒・スールたちは現地で8月15日の終戦を迎えた。

## 校則
服装等のみだしなみは、清潔で華美にならないように心がけ、当学園の生徒としての品位を保つよう注意しなければならないとされている。制服そのほか学校で着用するものは学校指定のものに限られており、規定の型を変更することなく着用することと定められている。マフラー、セーター、手袋、傘、カバン類、袋類などに到るまですべて学校規定のものを使用しなければならない。頭髪は学生らしく簡素に整え、パーマ、カール、カラーリングなどは当然禁止で、髪が襟についたら結び、前髪は眉毛を超えないこととされているなど、服装等については極めて厳格である。

## 交通
- 箱根登山電車・箱根登山ケーブルカー 強羅駅下車 徒歩3分

遠距離通学者が多く、片道2時間以上の生徒も多い。東京都や静岡県から通学する生徒もいる。寄宿舎もあるが、大半の生徒は自宅からの通学である。

## 姉妹校
- 学校法人白百合学園
  - 函館白百合学園（幼稚園・中学校・高等学校）
  - 盛岡白百合学園（幼稚園・小学校・中学校・高等学校）
  - 仙台白百合学園（幼稚園・小学校・中学校・高等学校）
  - 仙台白百合女子大学
  - 白百合学園（幼稚園・小学校・中学校・高等学校）
  - 白百合女子大学
  - 八代白百合学園（幼稚園・高等学校）
- 学校法人湘南白百合学園
  - 湘南白百合学園（幼稚園・小学校・中学校・高等学校）

## 主な出身者
- 今田美奈子
- 山口由美
- 杉山恭子